# (22120) Gaylefarrar
(22120) Gaylefarrar (2000 SO102) – planetoida z pasa głównego asteroid okrążająca Słońce w ciągu 3,5 lat w średniej odległości 2,3 j.a. Odkryta 24 września 2000 roku.